# والتر وينتربوتوم
سير والتر وينتربوتوم (بالإنجليزية: Walter Winterbottom)‏ لاعب كرة قدم ومدرب من إنجلترا مواليد عام 1913 وتوفي عام 2002 , لعب مع نادي مانشستر يونايتد خلال عامي 1936 حتى 1938 , وفي عام 1946 أصبح أول مدرب للمنتخب الإنجليزي استمر في ذلك المنصب ستة عشرة عاماً حتى سنة 1962 , درب كذلك خلال الفترة منتخب بريطانيا الأولمبي خلال دورة الألعاب الأولمبية سنة 1952 ، لم يحقق المنتخب الإنجليزي خلال السنوات التي كان والتر وينتربوتوم مدرباً له اية نجاحات تذكر، قاد المنتخب الأنجليزي في 139 مباراة.

## وصلات خارجية
- والتر وينتربوتوم على موقع الاتحاد الدولي (مؤرشف)  (الإنجليزية)
- والتر وينتربوتوم على موقع قاعدة بيانات كرة القدم.إي يو (الإنجليزية)
- والتر وينتربوتوم على موقع عالم كرة القدم.نت (الإنجليزية)
- والتر وينتربوتوم على موقع أوليمبيديا (الإنجليزية)
- معلومات عن والتر وينتربوتوم